# Uvaria longipes
Uvaria longipes este o specie de plante angiosperme din genul Uvaria, familia Annonaceae. A fost descrisă pentru prima dată de William Grant Craib, și a primit numele actual de la L. L. Zhou, Y. C. F. Su och R. M. K. Saunder. Conform Catalogue of Life specia Uvaria longipes nu are subspecii cunoscute.